# Valeria Risi
Pour les articles homonymes, voir Risi.
Valeria Risi est une actrice, journaliste et présentatrice de télévision. Elle est présentatrice de Chic sur Arte.

## Biographie
Valeria Risi naît en Uruguay d'un père violoniste et d'une mère journaliste. Ses parents sont des exilés politiques. Après avoir grandi en Allemagne et au Mexique, elle est diplômée en Uruguay et étudie en école d'art dramatique.
Elle devient actrice, journaliste et présentatrice de télévision sur des médias tels que Deutsche Welle, ZDF et Arte.
En 1999, elle écrit un article publié dans El País.